# Lutra
Lutra és un gènere de mamífers aquàtics de la subfamília de les llúdries. Conté nombroses espècies extintes, però només dues de vivents: la llúdria comuna (L. lutra) i la llúdria de Sumatra (L. sumatrana). Alguns autors també hi inclouen Lutra nippon, una llúdria japonesa que la Unió Internacional per a la Conservació de la Natura (UICN) classifica com a subespècie de la llúdria comuna.